# 湯川 (福島県)

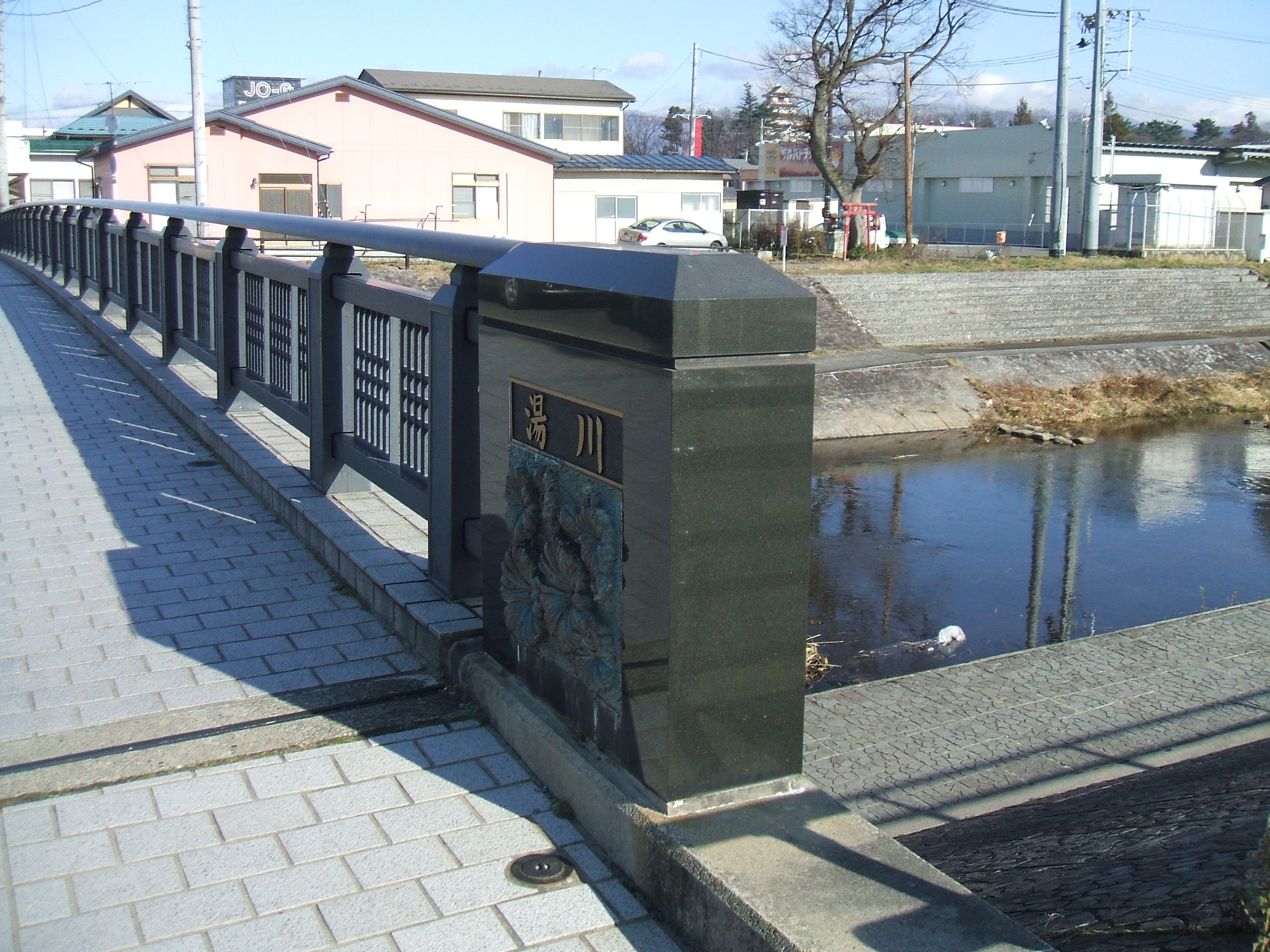
福島県会津若松市表町付近の湯川。国道118号を通す大橋から。

湯川（ゆがわ）は、福島県に源流を持つ一級河川で、一級水系、阿賀野川水系に属する。

## 概要
会津布引山を水源とし、会津若松市東山町や、会津若松市市街地南部を流れる。1934年から1958年までの間に、国直轄により湯川放水路（長さ2200m、川幅60m）の開削事業が行われたため、現在は蟹川橋付近で阿賀川に流れ込む湯川放水路と、河沼郡湯川村を経由して溷川に合流後、喜多方市塩川地区にて日橋川に流れ込む旧湯川がある。湯川放水路は会津若松市神指町付近を経由して前述のように阿賀川に流れ込んでいるほか、旧湯川は会津盆地中部の水田などが広がる地帯を流れている。会津若松市の市街地は本河川と溷川と不動川などその支流による扇状地に形成されたとされる。
また、本河川には1970年に湯川総合開発事業により建設の着手がなされ、1972年に着工、1982年に完成した東山ダムがある。加えて、河沼郡湯川村の村名は本河川に由来する。加えて、本河川について国土交通省の提供する「川の防災情報」から雨量、水位等の情報を得ることができる。
会津若松市東山町には雨降り滝とよばれる滝があるほか、湯川の名称は、東山温泉による。また、かつては黒川と呼ばれていた時期もあったとされる。

## 河川施設
- 東山ダム

## 支流
- 古川

## 本河川に架かる橋梁

### 旧湯川
- 粟ノ宮橋（福島県道331号熊の目浜崎線）
- 湯川橋（湯川村道）
  - 全長：28.4m
  - 幅員：6.0（11.0）m
  - 形式：単純PCポステン中空床版橋
  - 竣工：1996年

湯川村笈川に位置する。工事費圧縮のためセグメント工法が用いられた。
- 湯川橋（福島県道33号会津坂下河東線）
- 中地橋（会津若松市道）
- 湯川橋（国道49号）
- 嫋竹橋（会津若松市道）
- 薬師川原橋（会津若松市道）
- 柳橋（国道252号）

### 湯川放水路
- 新湯川橋（福島県道152号橋本会津高田線）
- 小見大橋（国道118号若松西バイパス）
- 天神橋（会津若松市道）
- 新柳原橋（会津若松市道）
- 柳原橋（福島県道328号中沢西若松停車場線）

### 湯川
- 烏橋（福島県道59号会津若松三島線）
- 湯川橋梁（JR只見線）
- 川原町橋（会津若松市）
  - 全長：36.0m
    - 主径間：17.340m

  - 幅員：7.0（11.8）m
  - 形式：2径間PCプレテンホロー桁橋
  - 竣工：1987年

東詰は湯川町、新横町の町境に、西詰は川原町に位置し、会津若松市道若3-359号線を通す。湯川の河川改良工事に伴い、当時の主要地方道会津若松南郷線における県単独橋梁整備事業として、1927年に架けられ老朽化の進んでいた旧橋梁からの架替が行われた。親柱には旧橋梁のものが再利用されている。総工費は1億2100万円。
- 湯川橋（福島県道211号西若松停車場南町線）
- 大橋（国道118号）
- 天神橋（会津若松市道）
- 小田橋（福島県道64号会津若松裏磐梯線、小田橋通り）
- 新田橋（会津若松市道）

## その他
- 8月中旬に開催される会津東山盆踊りでは、東山温泉地域内を流れる湯川にやぐらが立てられる[8]。
- 会津若松市では、本河川、阿賀川、日橋川、宮川による洪水で生じることが予想される被害などについてまとめた、「洪水ハザードマップ」を作成している[9]。
- 川に学ぶ体験活動協議会による「全国川遊び100選」に、「湯川いこいの河畔公園」として紹介されている[10]。この「湯川いこいの河畔公園」は小田橋と天神橋の間において1981年から整備されている[1]。